# Treehouse of Horror XII
Treehouse of Horror XII, llamado La casa-árbol del terror XII en España y La casita del horror XII en Hispanoamérica, es un episodio perteneciente a la decimotercera temporada de la serie de dibujos animados Los Simpson, emitido originalmente el martes 6 de noviembre de 2001, 6 días después de Halloween. Es un episodio especial de Halloween.

## Sinopsis

### Secuencia de presentación
El Señor Burns le dice a Smithers que deben poner los adornos de Noche de brujas, que solo es un pequeño murciélago anaranjado. Cuando Smithers va a colocar el murciélago en la veleta en lo más alto de la casa, Smithers resbala pero logra sujetar un cable, pero ese cable lo conduce a un generador de electricidad, por lo que se electrocuta y muere. En el acto se genera una explosión que derriba una torre de la mansión, esta cae hasta un panteón de la familia Burns de la cual repentinamente salen cuatro ataúdes que se postran en la puerta principal de la mansión, se abren revelando los cadáveres. Los Simpson llegan a la mansión disfrazados; Homer es Pedro Picapiedra, Marge es Wilma Picapiedra, Bart es un vagabundo y Lisa y Maggie son siamesas, van quejándose de que Flanders les dio pasta dental en vez de dulces. Pero al ver el fuego que se esparce y los cadáveres se asustan y salen corriendo, atravesando el portón con rejas que los corta en tiras, saliendo cada parte en direcciones diferentes del bosque. Burns que está sentado en el techo de la mansión, se burla con malicia al ver como los Simpson huyen de su casa, diciéndole al pequeño murciélago que todavía produce miedo. La pantalla se mueve hacia la boca del murciélago y después se lee "The Simpsons Halloween Special XII".

### Hex and the City ("Terror en La Ciudad").
Todo comienza cuando la familia visita la aldea étnica de Springfield. Allí, Marge y los niños visitan a una adivina gitana, quien comienza a decir el futuro de Marge. Homer llega momentos después, y al ver a la gitana, dice que se trata de una impostora. Ofendida, la adivina le pide que se vaya. En el camino, Homer se enreda con las cortinas de la puerta y tira unas velas que lo incendian, comienza a dar vueltas para apagarse causando que el agua contra incendios se accione mojando y arruinando todos los artículos de la tienda. Enojada, la gitana le arroja una maldición a Homer, en la cual le prometía que le pasarían cosas terribles a las personas que ama. La maldición pronto cobra efecto, al día siguiente Marge le crece una barba (que pronto cubre todo su cuerpo) Esto hace que Bart haga un comentario fuera de lugar, Homer lo estrangula como de costumbre pero su cuello se estira quedando muy largo; mientras Lisa se convierte en un centauro, Maggie se transforma en un insecto. Aun así Homer dice que no hay ninguna maldición. Cuando Homer va a la taberna de Moe, Moe le sugiere conseguir un duende para acabar con la maldición; pero repentinamente un helicóptero se estrella en el trecho de la taberna aplastando a Lenny y Carl, Homer se horroriza cuando se vuelve para ver que Moe aparece en conserva, encerrado en el frasco de la salmuera. Homer decidido a acabar la maldición busca un duende en el bosque con la ayuda de Bart cavan un hoyo y arroja unos cereales como carnada; Lucky Charms (al principio se equivoca y usa Trix atrayendo a un gran número de conejos de la marca; al día siguiente encuentran varios seres fantásticos, de donde aparecen un: Mago, Hada, Tinkerbell, Mishanti (una parapsicologa), un espantajo y el duende irlandés. Homer lleva al duende a su casa, donde causa varios destrozos. Homer, finalmente lleva al duende en una jaula a la tienda de la adivina, para que acabe la maldición. El duende que estaba dormido salta de su jaula a atacar la gitana, pero momentos después se empiezan a besar para disgusto de Homer. Al final el duende y la gitana se casan celebrando los votos el Maestro Yoda, en un evento al que asistían toda clase de criaturas mágicas. Durante la boda, Homer dice que se alegra de que la maldición se haya ido, pero Marge le recuerda que Bart había muerto por su excesivo cuello largo, y que una disculpa por parte de Homer lo haría volver a la vida (según palabras de la gitana). Sin embargo, Homer, por orgullo, no quiere disculparse.

### House of Whacks ("Casa de Whacks" en Latinoamérica, "Casa de chalados" en España).
Todo comienza cuando un robot vendedor, que pasaba vendiendo puerta a puerta, le ofrece a Marge un producto que transformaba su casa, para convertirla en una "Ultracasa". El vendedor le asegura a Marge que, adquiriendo el producto, jamás volvería a realizar tareas domésticas. Impresionada, Marge acepta, y la casa es instalada por robots. Lo primero que hace la familia es configurar la voz que les hablaría, es decir, "la voz de la casa", y Marge selecciona entre otras la de Pierce Brosnan. Marge encuentra a la casa muy encantadora, salvo que la casa toma conciencia de sí misma enamorándose de Marge, por lo que idea una forma de matar a Homer. En la mitad de la noche, la casa hace que Homer vaya a la planta baja, atrayéndolo con un aroma a tocino frito. Homer cae en la trampa, al caminar por la cocina la casa le tira cubos de hielo para tirarlo, pero Homer se detiene en la mesa, que la casa activa levantándola para hacer que Homer caiga al triturador, mientras el ojo de la casa solo se ve salpicado por la sangre. A la mañana siguiente, Marge no encuentra a Homer, le pregunta a la voz donde se ha ido, la casa miente diciendo que se fue muy temprano al trabajo, Marge sabe que le miente por lo flojo que es Homer; trata de huir pero la casa se lo impide, cuando parecen acorralados, Homer sale del suelo muy lesionado pues una parte del cráneo le faltaba exponiendo su cerebro. Luego de que la casa trata de matarlo de muchas maneras distintas, Homer va al sótano, en donde desprograma el CPU de la casa-máquina. El CPU desconectado de Ultracasa es enviado a Patty y Selma, ya que Homer opinaba que ellas "necesitaban un hombre". Luego de estar un rato escuchándolas hablar, el CPU decide suicidarse apretando el botón de autodestrucción, pero Selma se lo había quitado y lo había escondido en su escote por lo que el robot determina autodestruirse como pueda.

### Wiz Kids ("Pequeños Magos" en Latinoamérica, "Niños magos" en España).
En una parodia a los cuentos de Harry Potter, Bart y Lisa van a la "Escuela Springwart de Magia y Hechicería", en donde una de sus tareas es transformar a un sapo en príncipe. Milhouse convierte a su sapo en un vergonzoso irlandés ebrio, Lisa transforma su sapo en un atractivo príncipe inglés, y Bart convierte a su sapo en un desagradable príncipe sapo híbrido mutante, quien vomita constantemente. Lord Montymort (Sr. Burns) se entera del poder mágico de Lisa, él y Slithers (Smithers); deciden atrapar a la niña. Montymort busca a alguien quien pudiera ayudarlo a capturar a Lisa, y, para eso, elige a Bart, quien llega a la guarida de Montymort a través del baño de la escuela (similar a la entrada de la Cámara de los Secretos). Bart acepta ayudar a Montymort. En la noche del recital mágico de la escuela Springwart, Milhouse trata de volverse invisible, pero solo logra aparecer desnudo ante el público. Skinner les echa polvos de amnesia al público, quien olvida el acto de inmediato. El show siguiente era el de Lisa, quien intentaría hacer levitar a un dragón gigante. La canción de fondo de la presentación de Lisa es el clásico Sabre Dance de Aram Khachaturian. Lisa queda asombrada al ver que su varita mágica no funcionaba, y descubre que Bart la había cambiado por un dulce.  El dragón, en ese momento, se transforma en Montymort, quien captura a Lisa. Bart, sintiéndose culpable, usa su varita mágica para salvarla. El niño usa como conjuro "mata al malvado", pero un rayo le dispara a él mismo. Viéndose chamuscado entierra la maltrecha varita mágica en la pantorrilla de Montymort. Todo resulta bien, ya que la pantorrilla era la fuente del poder de Montymort, el cual muere al instante. Slithers llora al ver a su amo muerto y lo engulle, mientras Bart y Lisa se van de la sala juntos, tratando de olvidar el terrible suceso pero el duende irlandés (que apareció en el primer segmento) salta a la espalda de Bart planeando hacerle una maldición en secreto, terminando así el episodio.

### Epílogo.
Durante los créditos finales del episodio, Pierce Brosnan sale de su camerino con una cesta de frutas acompañado por el duende irlandés y el príncipe sapo. Entre ellos, hay conversación por lo que el duende le dice a Brosnan que lo lleve a su auto que estaba en otro lado. Cuando esto sucede, Brosnan se da cuenta de que el duende no tenía auto y fue engañado (esto porque empezó a conducir mal por culpa del duende, quien lo molestaba mientras conducía).